# Todd Ellis Kessler
Todd Ellis Kessler es un productor y escritor de televisión estadounidense. Ha trabajado en ambas posiciones en series variadas incluyendo The Practice, Crossing Jordan, Kevin Hill, The Unit y The Good Wife. Ha sido nominado para los premios Emmy en horario diurno y en horario estelar y para el premio Writers Guild of America Award.

## Carrera
Kessler comenzó a escribir para la televisión con la serie de ciencia ficción de la NBC Sleepwalkers en 1997. Se desempeñó como editor ejecutivo de historias para la serie de una sola temporada. Más tarde, en 1997, Kessler se convirtió en escritor para la segunda temporada del drama legal ABC The Practice. Escribió los episodios "The Means" y "Axe Murderer".
En 1999 Kessler obtuvo su primer trabajo de producción en la serie de ciencia ficción Strange World. El show fue creado por Howard Gordon y Tim Kring. Kessler fue acreditado como coproductor y también trabajó como escritor en la serie de corta duración.
Más tarde, en 1999, Kessler regresó a The Practice como coproductor y escritor para la cuarta temporada del programa. Escribió los episodios Legacy", "Marooned", "Committed" y "Settling". Kessler fue ascendido a productor por quinta temporada, pero no escribió más episodios. Junto con el resto del equipo de producción, Kessler fue nominado para el Premio Emmy por su trabajo en la quinta temporada.
En 2001, Kessler se convirtió en productor supervisor y escritor del drama legal Crossing Jordan. La serie fue creada y producida por Tim Kring, con quien Kessler trabajó en Strange World. Kessler escribió los episodios de la primera temporada "Believers" y "Blood Relatives" y abandonó el equipo al final de la primera temporada.
En 2002, Kessler se convirtió en escritor y productor supervisor del drama médico MDs. Kessler escribió el episodio "Open Hearts". La serie fue cancelada después de diez episodios.
Kessler regresó a la televisión en 2004 como productor supervisor y escritor para el drama legal Kevin Hill. Escribió los episodios "Snack Daddy", "Homeland Insecurity", "Cardiac Episode" y "Through the Looking Glass". El espectáculo fue cancelado después de completar su primera temporada. En 2006 Kessler trabajó como productor supervisor y escritor en la segunda temporada del drama histórico de HBO Roma. La temporada no se emitió hasta principios de 2007. Kessler escribió los episodios "Testudo et Lepus" y "A Necessary Fiction". Roma fue cancelada debido a los altos costos de producción después de dos temporadas.
En 2006, Kessler se unió al equipo de la serie de acción dramática The Unit. Kessler se convirtió en coproductor ejecutivo y escritor para la segunda temporada de la serie. Escribió los episodios "Report by Exception", "Johnny B. Good" y "In Loco Parentis". Regresó como productor coejecutivo por tercera vez en 2007 y escribió los episodios "Pandemonium: Part Two" y "Side Angle Side". La tercera temporada fue acortada por la huelga de escritores. Después de la huelga de escritores, Kessler volvió a trabajar en la cuarta y última temporada de The Unit en 2008. Fue ascendido a productor ejecutivo y escribió los episodios "Sex Trade", "Misled and Misguided" (de una historia suya y de Pete Blaber) y el final de la serie "Unknown Soldier".
En 2009 Kessler se unió al equipo del nuevo drama legal The Good Wife como coproductora ejecutiva y escritora. A Kessler se le unió Ted Humphrey, quien había trabajado como productor supervisor y escritor en la cuarta temporada de The Unit. Kessler escribió los episodios de la primera temporada "Fixed" e "Infamy". Kessler y el resto del equipo de escritores de la primera temporada fueron nominados para un premio Writers Guild of America a la mejor serie nueva.
En 2011, Kessler se convirtió en escritor y productor coejecutivo para el drama de época Pan Am. Escribió el episodio "The Genuine Article" con el productor consultor Nick Thiel, y tenía crédito de la historia sobre "Diplomatic Relations" (Jeffrey Lieber y Craig Shapiro compartieron crédito por el guion). La serie fue cancelada después de catorce episodios.
En 2012 Kessler se convirtió en escritor y coproductor ejecutivo del drama musical Nashville. Escribió los episodios "We Live In Two Different Worlds", "There'll Be No Teardrops Tonight" (con el productor consultor David Marshall Grant), y "Why Don't You Love Me". Kessler dejó la serie después de la primera temporada.